# Didaktische Rekonstruktion
Didaktische Rekonstruktion ist in der neueren, besonders naturwissenschaftlichen Fachdidaktik ein veränderter Weg der Didaktischen Analyse im Sinne Wolfgang Klafkis zur Unterrichtsplanung und Unterrichtsreflexion.
Darüber hinaus ist das Modell der Didaktischen Rekonstruktion ein Forschungsrahmen zur weiteren Planung, Durchführung und Auswertung von Lehr-Lern-Forschung. In diesem werden fachliches Wissen und Alltagsvorstellungen wechselseitig aufeinander bezogen, um hierdurch die Bedingungen eines lernförderlichen Unterrichts abzuleiten. Die Idee dieses Forschungsrahmens stammt aus der Biologiedidaktik der Universität Oldenburg in Zusammenarbeit mit der Physikdidaktik des Leibniz-Institut für die Pädagogik der Naturwissenschaften und Mathematik (IPN), Kiel.

## Grundlagen der Didaktischen Rekonstruktion
Das Modell basiert auf der Überlegung, dass fachwissenschaftliche Gegenstände keine unterrichtsspezifische Vermittlungskomponente aufweisen und somit nicht ohne vorherige didaktische Aufarbeitung in den Unterricht übernommen werden können. Um die Gegenstände vermittelbar zu machen, muss aus Sicht der Didaktischen Rekonstruktion an das Alltagswissen der Schüler angeknüpft werden. Dabei sollen fachliches Wissen sowie Alltagswissen gleichrangig zum Ausgangspunkt der Unterrichtsgestaltung gemacht werden. In dieser Gleichrangigkeit von Experten- und Alltagswissen knüpft die Didaktische Rekonstruktion an die Grundideen des Konstruktivismus an. Ziel des Unterrichts soll nicht sein, ein vermeintlich „falsches“ Wissen der Schüler zu ersetzen, sondern das vorhandene Wissen, welches sich bereits im Alltag etabliert hat, anzureichern. Die Didaktische Rekonstruktion kann zudem auch auf die Lehrerbildung angewendet werden, indem sie fachdidaktische Vorstellungen mit den subjektiven Vorstellungen von Lehrern wechselseitig vergleicht und hierdurch Rückschlüsse auf die Gestaltung didaktischer Forschung und Lehre zieht.

### Methodik

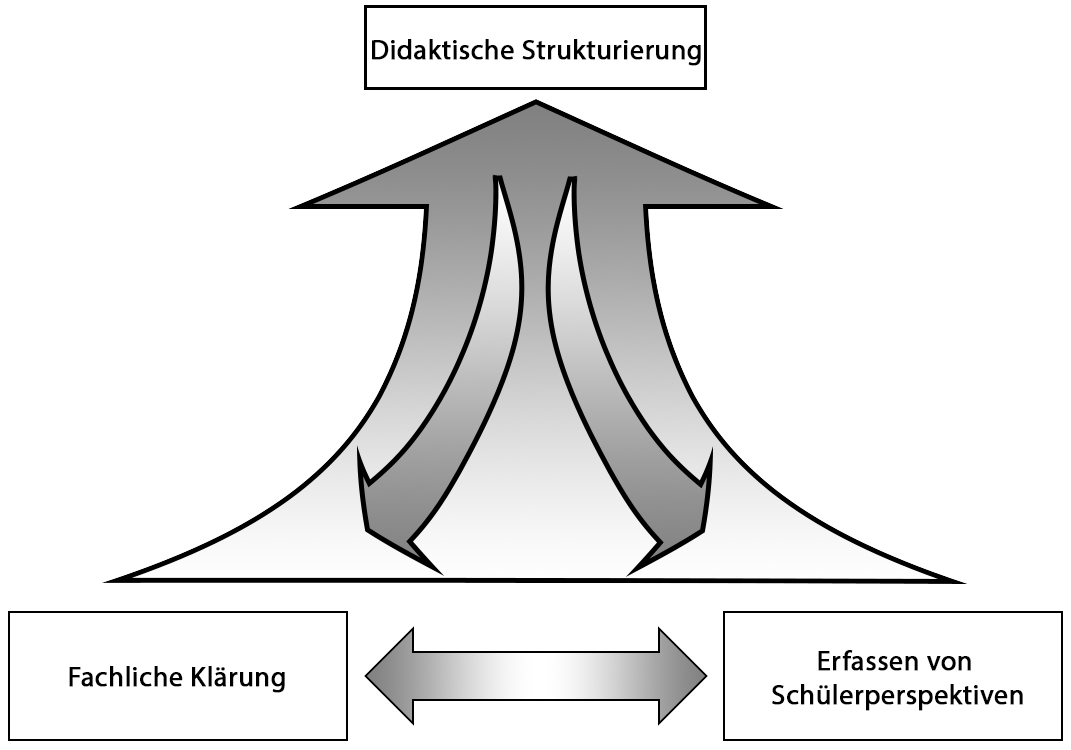
Das Bild stellt die graphische Repräsentation des Modells der Didaktischen Rekonstruktion nach Kattmann et al. dar

In der Forschung verlangt die Didaktische Rekonstruktion immer die im Folgenden beschriebenen Schritte. Sie geht dabei rekursiv vor. Dies bedeutet, dass die einzelnen Schritte wechselseitig miteinander verbunden sind. Innerhalb der sozialwissenschaftlich orientierten Didaktiken kann die Didaktische Rekonstruktion zusätzlich um den Schritt einer normativ begründeten Zielklärung erweitert werden. Dieses kann aufgrund der Kontroversität vieler Unterrichtsgegenstände notwendig sein. Innerhalb der Zielklärung soll das im Rahmen der Didaktischen Rekonstruktion vollzogene Vorgehen im Hinblick auf die Ziele des Unterrichts begründet werden.
- Fachliche Klärung: Die fachliche Klärung dient der Auseinandersetzung mit der Sachstruktur eines Gegenstandes. Auf der Metaebene der Fachdidaktik werden wissenschaftliche Theorien und Perspektiven mithilfe der qualitativen Inhaltsanalyse kritisch ausgewertet. Dabei werden die wissenschaftlichen Primärtexte in Bezug auf ihren Inhalt und ihren Entstehungskontext analysiert.
- Erhebung von Lernerperspektiven: Die Erhebung von Alltagsvorstellungen dient dazu, die Lernerstruktur des Gegenstandes zu erfassen. Subjektive Anschauungen und Vorstellungen werden mithilfe von qualitativer Forschungsmethoden empirisch erhoben. Dabei können kognitive, affektive oder psychomotorische Aspekte Gegenstand der empirischen Untersuchung sein.
- Didaktische Strukturierung: Innerhalb der didaktischen Strukturierung werden Sach- und Lernerstruktur eines Gegenstandes zusammengeführt. Korrespondenzen und Unterschiede werden unter dem Ziel, Leitideen zur Gestaltung von lernförderlichen Lehr-Lern-Situationen zu erfassen, aufgezeigt und ausgewertet.

Die drei Punkte beziehen sich aufeinander und der gesamte Prozess wird oft durch das nebenstehende Bild verdeutlicht. In der alltäglichen Unterrichtsvorbereitung können nicht alle Schritte geleistet werden.

### Forschungsprogramme (Oldenburg)
An der Carl von Ossietzky Universität Oldenburg werden seit 2001 verschiedene Doktorandenprogramme zur wissenschaftlichen Umsetzung der Didaktischen Rekonstruktion durchgeführt. Die Projekte wurden unter dem Akronym Prodid I und Prodid II (Promotionsprogramm Didaktische Rekonstruktion) sowie ProfaS (Prozesse fachdidaktischer Strukturierung) sowie LÜP (Lernprozesse im Übergang) geführt. Beteiligt sind dabei die verschiedenen Fachdidaktiken, wie Didaktik der Physik, Geschichte, Deutschen Sprache und Literatur, Anglistik, Biologie, Chemie, Didaktik der Politik, des Sachunterrichts oder der Mathematik. Diese Programme haben bereits etliche Forschungsarbeiten zur themenspezifischen Didaktischen Rekonstruktion in den jeweiligen Fachdidaktiken hervorgebracht. In diesen Forschungsarbeiten wurden wegen der spezifischen Fragestellung, der empirischen Erhebung inhaltsspezifischer fachlicher Vorstellungen von Schülerinnen und Schülern, innovative Erhebungsmethoden entwickelt, die so noch nicht in klassischen Forschungshandbüchern zu finden sind.